# Національний інститут статистики Іспанії
Національний інститут статистики Іспанії (ісп. Instituto Nacional de Estadística скорочено — INE)—  національний орган статистики Іспанського королівства, що збирає статистику з демографії та економіки в державі. Проводить кожні десять років переписи населення. Останній перепис був в 2001 році.
Установа веде свій відлік від 3 Листопада 1856 року, коли за правління Ізабелли II був утворений комітет, який в наступному році отримав назву «Статистичне бюро». Першим ключовим завданням бюро стала підготовка та проведення перепису населення.

## Однойменні установи
Подібну назву для своїх статистичних управлінь мають багато іберійсько-мовних держав:
- Європа:
  -  Іспанія
  -  Португалія
- Латинська Америка:
  -  Аргентина
  -  Болівія
  -  Венесуела
  -  Гватемала
  -  Гондурас
  -  Еквадор
  -  Коста-Рика
  -  Мексика
  -  Нікарагуа
  -  Перу
  -  Уругвай
  -  Чилі